# Stift Varlar

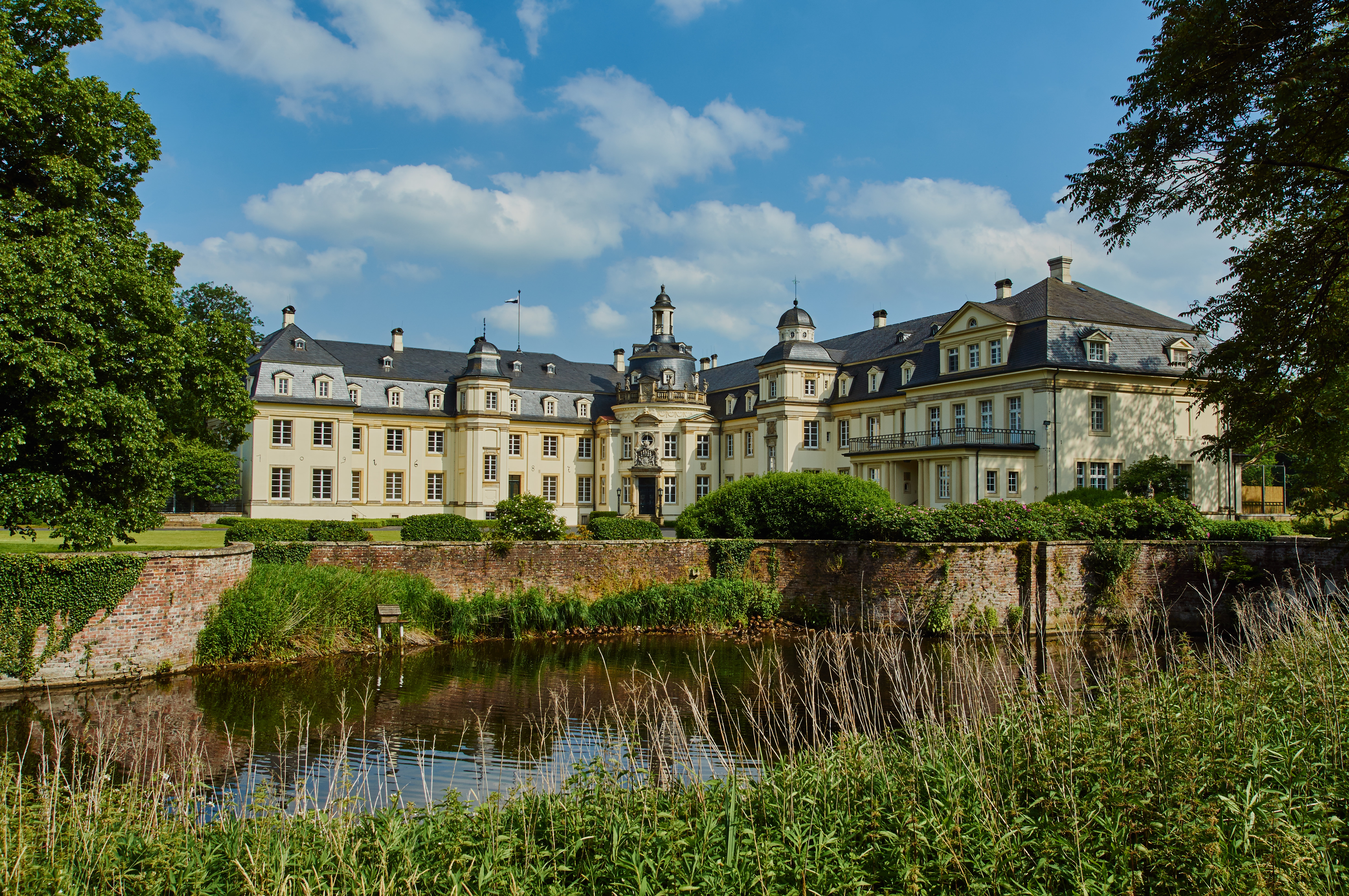
Schloss Varlar

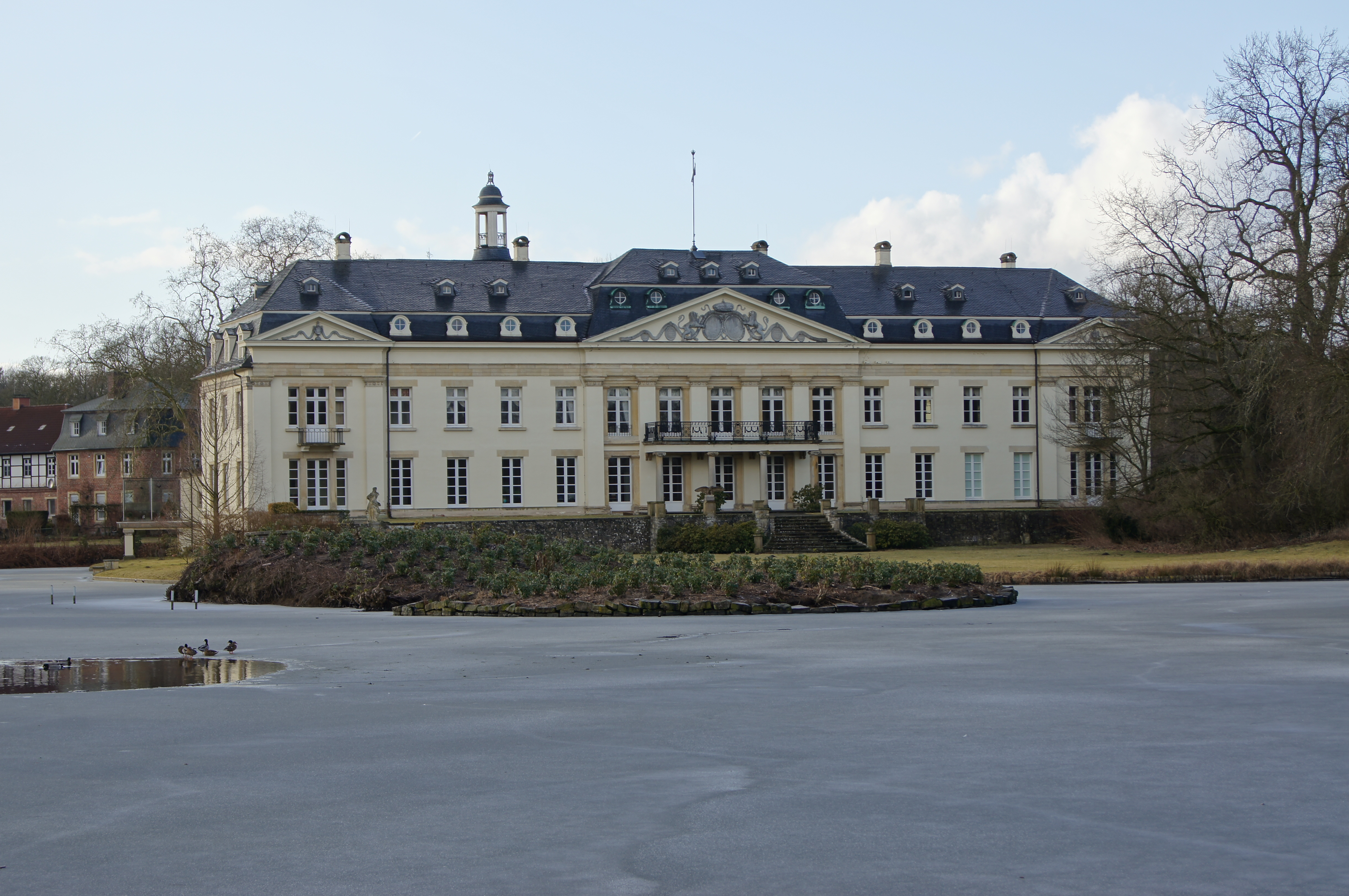
Rückansicht Schloss Varlar

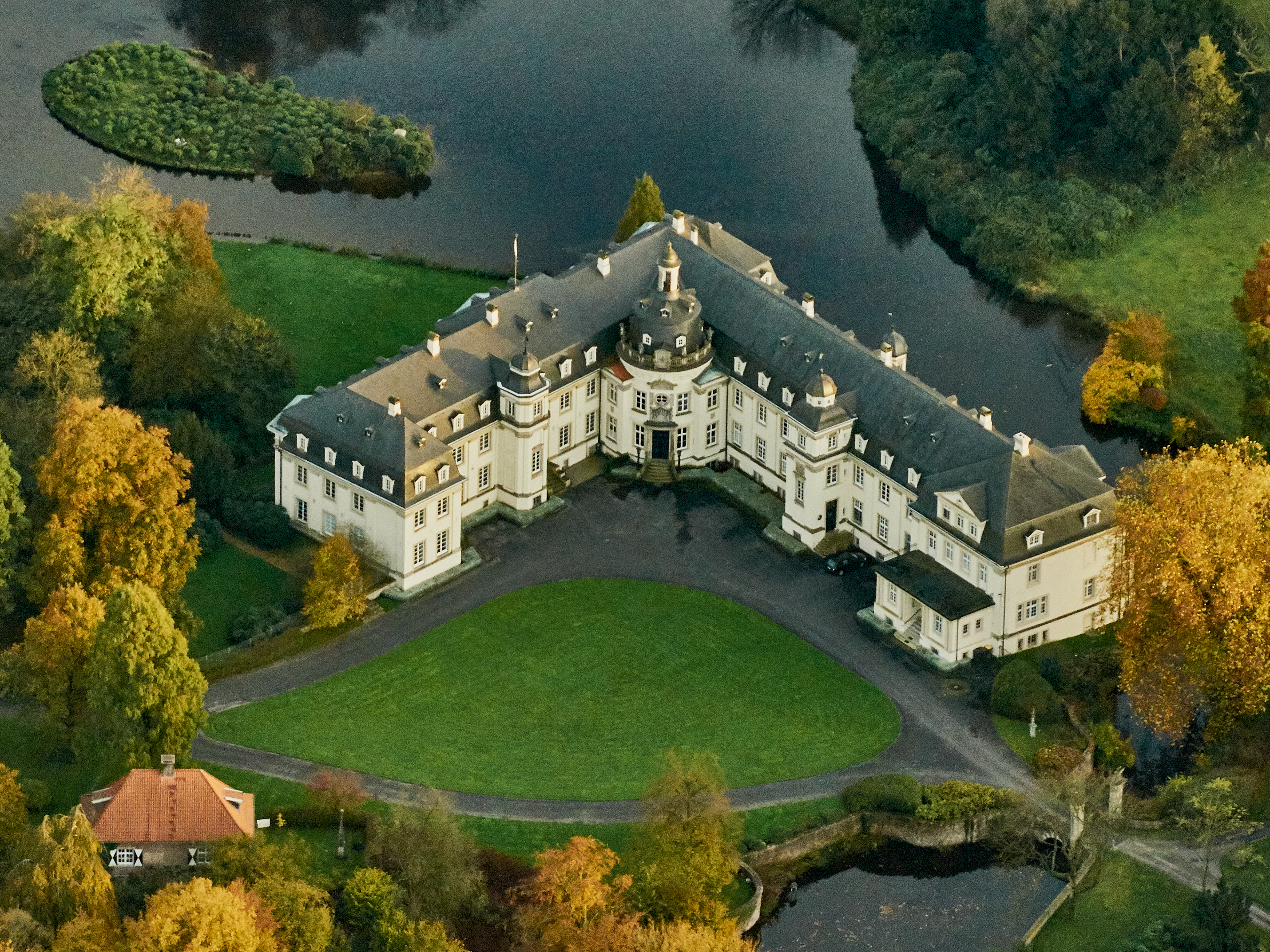
Luftbild

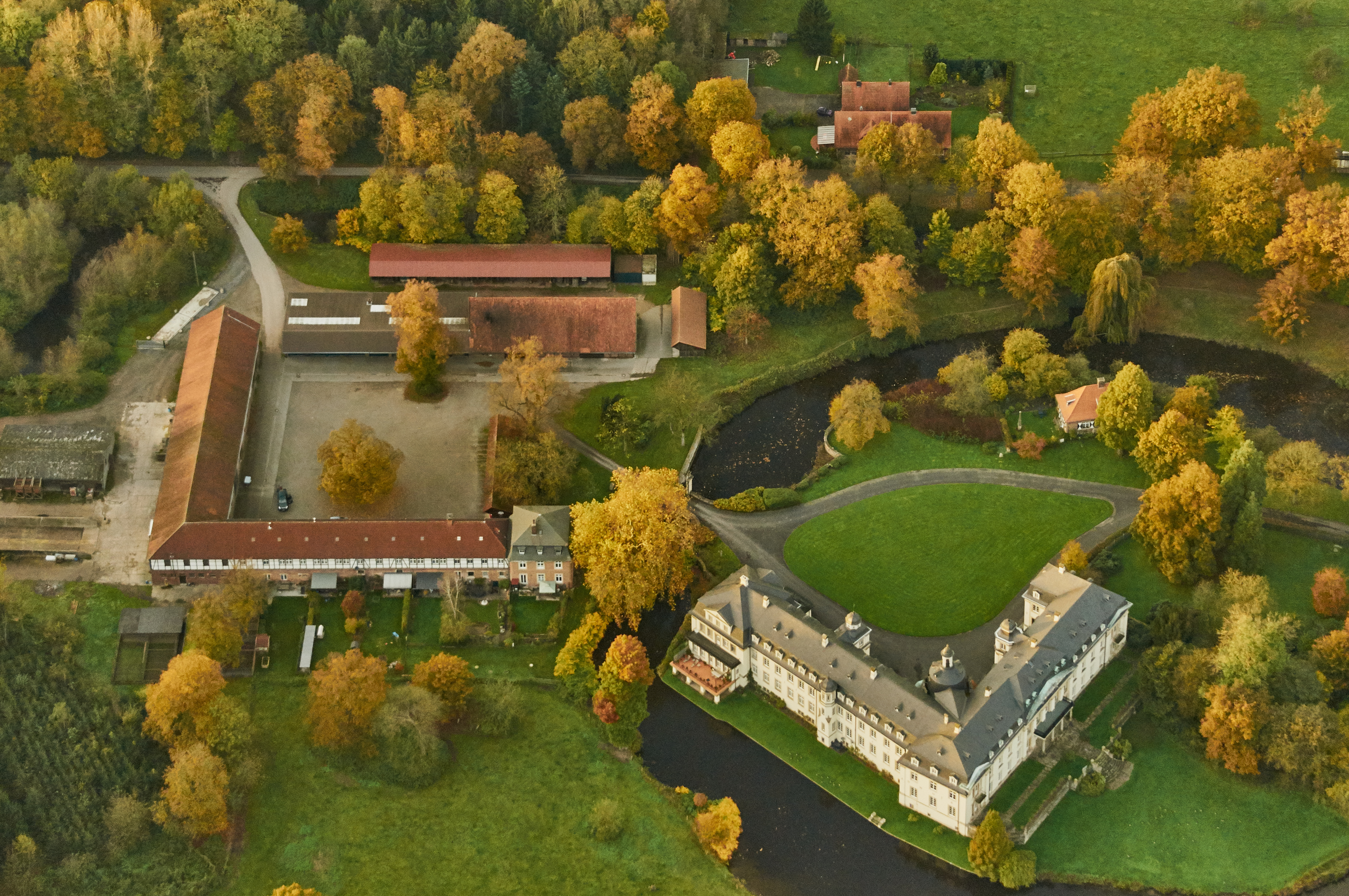
Varlar mit Vorburg

Das Stift Varlar, oft auch als Kloster bezeichnet, war ein von den Grafen von Cappenberg gegründetes Prämonstratenserstift im Münsterland. Das zum Schloss Varlar umgebaute Kloster steht in der Bauerschaft Varlar im Rosendahler Ortsteil Osterwick. Die dortige Gemeinschaft bestand von etwa 1123/24 bis zu Säkularisation 1803. Danach ging das Kloster in den Besitz der Wild- und Rheingrafen zu Salm über, die einen Großteil des umfangreichen kirchlichen Besitzes übernahmen und für kurze Zeit auch Landesherren wurden.

## Gründung
Seit dem 11. Jahrhundert ist in der Nähe von Coesfeld in der Bauerschaft Höven ein Haupthof bezeugt. Der Hof war im Besitz einer Edelfrau Reimod. Später waren die Grafen von Cappenberg Besitzer. Otto von Cappenberg unterstützte Lothar von Supplinburg gegen Heinrich V. Nach der Niederlage Lothars übergab Otto von Cappenberg, beeinflusst von seinem Bruder Gottfried von Cappenberg, den Großteil seines Besitzes an den Prämonstratenserorden. Die Stiftung wurde von Bischof Egbert von Münster bestätigt. Ob in Varlar zuvor schon Benediktiner gelebt haben, ist zweifelhaft.

## Ökonomische Basis
Als ökonomische Basis verfügte Varlar über die Haupthöfe Varlar und Coesfeld. Insbesondere im 13. und 14. Jahrhundert erwarb das Kloster weiteren Besitz hinzu. 1249 erlangte es auch das Patronat über die Kirche in Rhede. Die zugehörige Vogtei folgte 1338. Am Ende des 14. Jahrhunderts unterstanden 85 Höfe Varlar und Ende des 18. Jahrhunderts waren es 440 Zinsgüter.

## Klosterleben
Als Gemeinschaft regulierter Chorherren übernahmen die Prämonstratenser von Varlar auch Aufgaben in der Pfarrseelsorge. Sie betreuten etwa die Pfarreien Coesfeld, Lette und Rhede. Auch in der Krankenpflege waren die Klosterbrüder tätig. Die von Varlar veranstalteten Prozessionen zogen sogar Menschen aus Holland an. Durch die Prämonstratenser wurden in der Gegend auch damals moderne Methoden der Landwirtschaft eingeführt.
Die anfängliche Klosterzucht ließ im Lauf der Jahrhunderte nach und das Stift entwickelte sich zu einer Versorgungsanstalt für nachgeborene Söhne des Adels. Reformansätze im 16. Jahrhundert und 17. Jahrhundert scheiterten.
In den Jahren 1591 und 1643 wurde die Einrichtung durch Plünderungen und Zerstörungen schwer in Mitleidenschaft gezogen.

## Anlage als Schloss
Durch den Reichsdeputationshauptschluss von 1803 wurde das Stift aufgehoben. Die Klosteranlage und der zugehörige Besitz fielen an den Wild- und Rheingraf zu Salm-Grumbach, als Entschädigung für den Verlust seiner Grafschaft auf dem Linken Rheinufer. Die Anlage diente nun der gräflichen Familie, die protestantischer Konfession war, als Residenz. Die kurzlebige eigenständige Herrschaft endete bereits 1806, als die Grafschaft Salm-Horstmar durch die Rheinbundakte (Art. 24) mediatisiert und dem neuen Großherzogtum Berg zugeschlagen wurde.
Die Güter blieben aber im Privatbesitz der Familie, die sich nun Salm-Horstmar nannte. Friedrich August Karl zu Salm-Grumbach, der 1816 als Fürst zu Salm-Horstmar in den preußischen Fürstenstand erhoben worden war, führte verschiedene Neuerungen ein. Nachfolger wurde 1865 Otto Friedrich Carl zu Salm-Horstmar. Dessen Sohn Otto Fürst zu Salm-Horstmar, zeitweiliger Präsident des Deutschen Flottenvereins und federführendes Mitglied des sogenannten Alldeutschen Verbandes übernahm 1892 den Besitz. 1919 ermöglichte er Walther Stennes, der später SA-Führer, dann Hitler-Gegner war, auf Schloss Varlar heimlich das Freikorps „Freiwillige Kompanie Stennes“ auszubilden, aus dem das Freikorps Hacketau hervorging.
Ab Juli 1948 diente das Schloss als Wohnheim für royalistische jugoslawische Offiziere, Anhänger ihres letzten Königs Peter II., die dort im Einverständnis mit der englischen Militärregierung ihren Lebensabend im Exil verbrachten. Nach deren Auszug erhielt die Familie Salm-Horstmar das Schloss zurück, heute vertreten durch Philipp-Otto Fürst zu Salm-Horstmar.

## Baulichkeiten
Die Anlage basierte wohl auf einer älteren Burganlage und bestand aus vorgelagerten Versorgungs- und Wirtschaftseinrichtungen (Vorburg) und dem eigentlichen Stiftsgebäude und Kirche (Hauptburg). Geschützt wurde die Anlage durch Gräften.
Die älteste Klosterkirche stammt aus der Zeit um 1030. Sie war eine 5–6 jochige einschiffige Hallenkirche mit polygonalem Chor und einem südlichen Sakristeibau. Im Jahr 1679 erfolgte an gleicher Stelle ein Neubau.
Im 17. beziehungsweise 18. Jahrhundert wurde der Südflügel der Anlage gebaut. Im Jahr 1684 wurde der Ostflügel errichtet. 1707 wurde die Vorburg als Ziegelbau neu gebaut. 1709 folgte der Nordwestflügel.
Im 19. Jahrhundert wurden Teile der Klosteranlage abgebrochen. Auch die Kirche wurde 1821 abgerissen. Weitere Umbauten hin zu einer Schlossanlage folgten im Verlauf des 19. und frühen 20. Jahrhunderts. So wurde die Ostfassade im Jahr 1828 durch den Architekten Adolph von Vagedes im klassizistischen Stil umgestaltet.

## Sonstiges
Vor dem Kloster Varlar fand am 18. Juli 1454 während der Münsterischen Stiftsfehde die Schlacht bei Varlar statt. Friedrich II. von Braunschweig-Lüneburg unterlag hierbei dem Kölner Erzbischof Dietrich II. von Moers. 
Gegen Ende des Zweiten Weltkriegs wurden im Umfeld des Schlosses V 1- und V 2-Geschütze aufgestellt. Beim konstruktionsfehlerbedingten Absturz einer Rakete auf eine Startanlage am 22. September 1944 wurden etwa 250 bis 300 Fensterscheiben von Schloss Varlar zerstört und zwei Menschen getötet.